# 小花忍冬
小花忍冬（学名：Lonicera tatarica var. micrantha）为忍冬科忍冬属下的一个变种。

## 扩展阅读
- 維基物種上的相關：小花忍冬